# Jasper van der Lanen

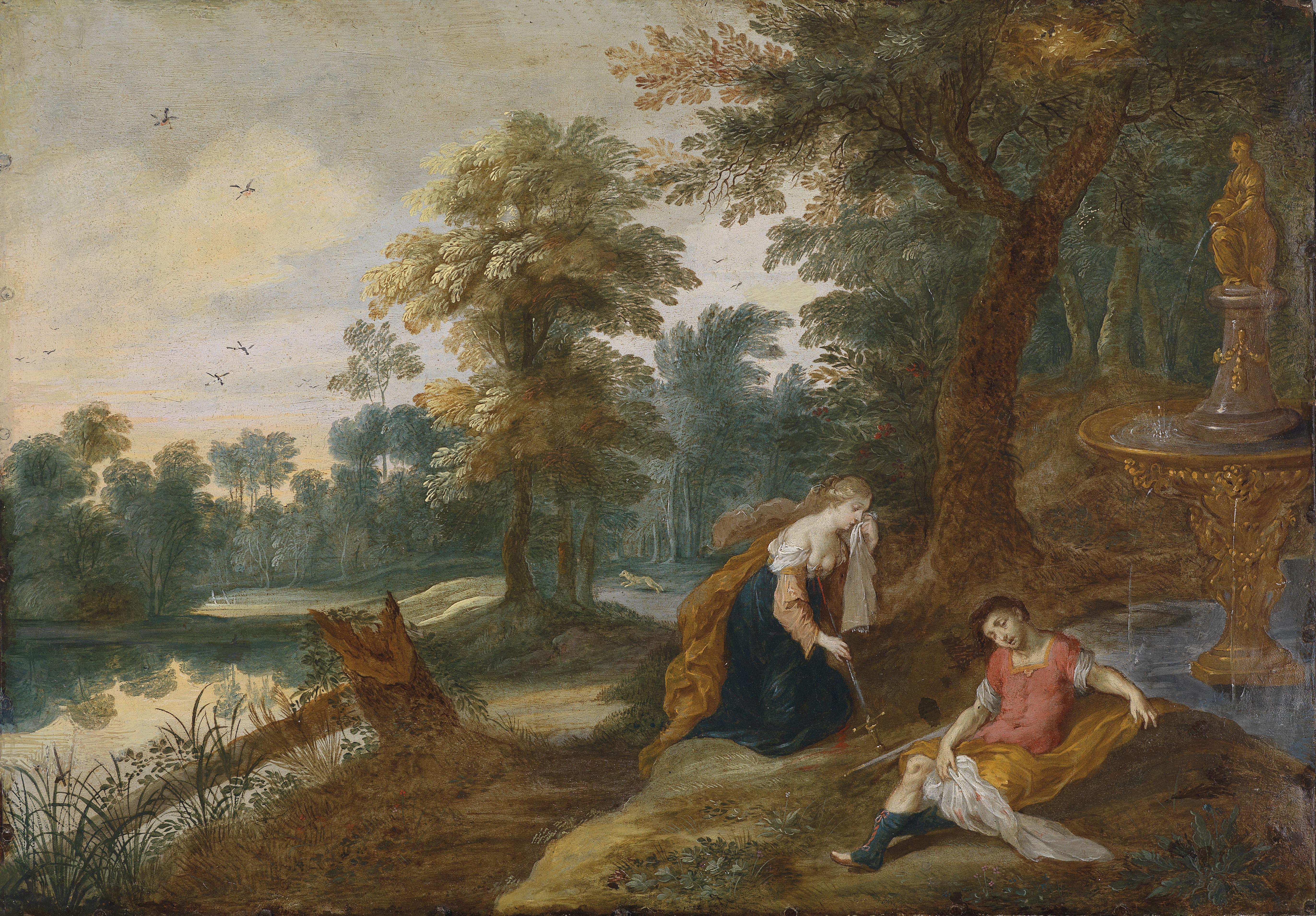
Paesaggio con Piramo e Tisbe

Jasper van der Lanen o Laanen o Lamen o Vanderlanen (1585 circa – 1624  (dopo)) è stato un pittore fiammingo.

## Biografia
Fu allievo di Nicolaas Geerts a partire dal 1607. Nel 1615 entrò a far parte della Corporazione di San Luca d'Anversa. Nel 1624 sposò Elisabeth Rombouts nella St.Joriskerk e probabilmente Abraham Govaerts fu loro testimone.
Si dedicò prettamente alla pittura paesaggistica collaborando anche con altri artisti, come Frans Francken II e Abraham Govaerts, che inserivano le figure nei suoi paesaggi.

## Opere
- Paesaggio con Piramo e Tisbe, olio su rame, 28 x 40 cm
- Paesaggio boscoso con viaggiatori su un sentiero, olio su rame, 15,5 × 21,1 cm, 1610-1626[2]
- Le figlie di Cecrope liberano Erittonio, olio su rame, 55 x 73 cm, 1620 circa[3]
- Paesaggio con Diana e le sue ninfe che cacciano, olio su tavola, 83 × 118 cm , Museo nazionale di Belle Arti, Buenos Aires[4]
- Paesaggio con cavalieri, olio su tavola, 45,3 × 74,5 cm, 1620-1630, Museo Czartoryski, Cracovia[5]